# Silene linnaeana
Silene linnaeana är en nejlikväxtart som beskrevs av V.N. Voroschilov. Silene linnaeana ingår i släktet glimmar, och familjen nejlikväxter. Inga underarter finns listade i Catalogue of Life.